# Teorema di Hurwitz (teoria dei numeri)
In teoria dei numeri, il teorema di Hurwitz stabilisce un limite all'approssimazione Diofantea. 
Formulato da Adolf Hurwitz, il teorema afferma che per ogni numero irrazionale ξ  esistono infiniti numeri naturali m ed n, primi fra di loro, per cui 
{\displaystyle \left|\xi -{\frac {m}{n}}\right|<{\frac {1}{{\sqrt {5}}\,n^{2}}}.}
L'ipotesi che ξ  sia irrazionale non può essere omessa. Inoltre la costante {\displaystyle \scriptstyle {\sqrt {5}}}  è la migliore possibile. Se si sostituisce {\displaystyle \scriptstyle {\sqrt {5}}}  con ogni numero {\displaystyle \scriptstyle A>{\sqrt {5}}}  e se si assume  {\displaystyle \scriptstyle \xi =(1+{\sqrt {5}})/2}   (la sezione aurea), allora esiste solo un numero finito di interi primi fra di loro per i quali la formula è valida. 